# Venturia assamensis
Venturia assamensis är en stekelart som beskrevs av Maheshwary 1977. Venturia assamensis ingår i släktet Venturia och familjen brokparasitsteklar. Inga underarter finns listade i Catalogue of Life.